# 鈴木昭一
鈴木 昭一（すずき しょういち、1927年4月5日 - ）は、国文学者。帝塚山短期大学名誉教授。
台湾生まれ。1951年京都大学文学部国文科卒。帝塚山短期大学助教授、教授、97年定年退任、名誉教授、藤村記念館館長。島崎藤村を研究した。

## 著書
- 『島崎藤村論』桜楓社 1979
- 『『夜明け前』研究』桜楓社 1987
- 『『夜明け前』論 史料と翻刻』おうふう 1994
- 『『夜明け前』探究 史料と翻刻』おうふう 1998
- 『『夜明け前』『東方の門』研究 史料と翻刻』おうふう 2008

### 現代語訳
- 『塵塚物語』教育社新書 原本現代訳 1980
- 三井高房『町人考見録』教育社新書 原本現代訳 1981